# Macdunnoughia grisea
Macdunnoughia grisea är en fjärilsart som beskrevs av Franz Dannehl 1933. Macdunnoughia grisea ingår i släktet Macdunnoughia och familjen nattflyn. Inga underarter finns listade i Catalogue of Life.